# Kamel Taha
Kamel Taha (arabe : كمال طه, né en 1897 au Caire et mort à une date inconnue) est un joueur de football international égyptien, qui évoluait au poste de gardien de but.

## Biographie

### Carrière en sélection
Avec l'équipe d'Égypte, il joue 6 matchs (pour aucun but inscrit) entre 1920 et 1924.
Il figure notamment dans le groupe des sélectionnés lors des Jeux olympiques de 1920 et de 1924.